# Relació de llocs de treball
La relació de llocs de treball són les llistes ordenades de tots els llocs de funcionaris, personal laboral i personal eventual existents a l'Administració pública amb el contingut mínim següent:
- La denominació i les característiques dels llocs
- Els requisits essencials per ocupar-los
- El complement de destinació i, si escau, l'específic, si són llocs de personal funcionari
- El grup, la categoria professional i el règim jurídic aplicable per als llocs de caràcter laboral
- La forma de provisió dels llocs
- Els requisits que han de complir els funcionaris d'altres administracions per poder accedir-hi.

La creació, la modificació, la refosa i la supressió de llocs de treball s'han de fer mitjançant la relació de llocs de treball. Per proveir un lloc de treball cal que consti a la relació corresponent, llevat que s'hagin de fer tasques urgents amb una durada determinada.